# I liga 2003-2004 (calcio a 5)
Il Campionato polacco di calcio a 5 2003-2004 è stato il decimo campionato polacco di calcio a 5, disputato nella stagione 2003/2004 e che ha visto imporsi per la prima volta il Baustal Kraków.
| Pos | Squadra              | Pti | G  | V  | N | P  | GF  | GS  |
| --- | -------------------- | --- | -- | -- | - | -- | --- | --- |
| 1   | Baustal Kraków       | 57  | 22 | 19 | 0 | 3  | 140 | 69  |
| 2   | Clearex Chorzów      | 48  | 22 | 15 | 3 | 4  | 147 | 67  |
| 3   | Holiday M. Chojnice  | 46  | 22 | 15 | 1 | 6  | 104 | 84  |
| 4   | Agna-Marioss Opole   | 40  | 22 | 12 | 4 | 6  | 103 | 67  |
| 5   | Akademia Poznań      | 39  | 22 | 12 | 3 | 7  | 83  | 59  |
| 6   | P.A. Nova Gliwice    | 35  | 22 | 11 | 2 | 9  | 73  | 56  |
| 7   | Jango Myslowice      | 30  | 22 | 9  | 3 | 10 | 69  | 71  |
| 8   | Rekord Bielsko-Biała | 28  | 22 | 8  | 4 | 10 | 96  | 106 |
| 9   | Skala Inter Tychy    | 17  | 22 | 5  | 2 | 15 | 61  | 110 |
| 10  | TPC Komp. Legnica    | 15  | 22 | 4  | 3 | 15 | 65  | 105 |
| 11  | Cuprum Polkowice     | 15  | 22 | 4  | 3 | 15 | 60  | 146 |
| 12  | Seat Arpol Torun     | 11  | 22 | 3  | 2 | 17 | 50  | 111 |